# تغريبة العبدي المشهور بولد الحمرية
تغريبة العبدي (المشهور بولد الحمرية) هي الرواية الثالثة للروائي المغربي عبد الرحيم لحبيبي. صدرت الرواية لأوّل مرة عام 2013 عن دار أفريقيا الشرق في الدار البيضاء. ودخلت في القائمة النهائية «القصيرة» للجائزة العالمية للرواية العربية لعام 2014، المعروفة باسم «جائزة بوكر العربية».

## حول الرواية
هذه الفقرة تسرد تفاصيل من عقدة الرواية

### العقدة
يعتمد الروائي المغربي «عبد الرحيم لحبيبي» في هذه الرواية على حيلة سردية تقليدية، وهي عثور أحد الباحثين، وهو هنا الصوت الروائي، على مخطوطة وسعيه لتحقيقها لتستحيل إلى أطروحة جامعية بمعونة أحد المختصين، حيث يفشل في ذلك فيقرر أن يحققها بنفسه. تلك المخطوطة هي «تغريبة العبدي» التي تشير إليها الرواية في العنوان، وهي مخطوطة يتضح أنها تحكي رحلة بحث عن مصادر العلم يقوم بها العبدي، نسبة إلى منطقة عبدة، من المغرب إلى الحجاز، مستعيدًا بذلك رحلات كثير من علماء المغرب مثل ابن خلدون. لكن الرحلة تتحوّل إلى تحليل لواقع العرب والمسلمين المتخلف وتأكيد «العبدي» على الحاجة إلى الاستفادة من أوروبا لتجاوز ذلك التخلف. ويعني هذا أن الرواية تنقسم إلى قسمين في كل قسم رحلة، رحلة السارد أو الراوي لتحقيق المخطوطة، ورحلة «العبدي» للتعلم. وتظل النهاية مفتوحة في آخر الرواية حيث نرى «العبدي» مريضًا يتطلع للشفاء.

### بنية الرواية
الرواية مقسمة إلى أحد عشر فصلا:
- الفصل الأول: من رحم الحكاية الأم، وهو مكتوب بلسان الراوي، الباحث المسفيوي.

ثم عشرة فصول تسرد المخطوطة، كل فصل منها يضم أجزاء معنونة ب: رجع، تتميم، تذكير، رجع... بطريقة تحاكي نسق كتابة مخطوطات أدب الرحلة، وهي ليست خطية على المستوى الزمني. الفصول العشرة هي:
- كتاب الخروج
- كتاب الذهب
- كتاب الجاهليّة الأولى
- كتاب السحر
- كتاب الدين والسلطان
- كتاب الفردوس المفقود
- كتاب قريش
- كتاب الأزهر: ادخلوا مصر آمنين
- كتاب الكرنتينة
- كتاب الشذرات

الرواية تعبرها هوامش كثيرة للراوي يمكن تقسيمها لنوعين:
- هوامش شارحة لمصطلحات مغربية، دارجة أو أمازيغية، أو مفاهيم مرتبطة بمغرب القرن التاسع عشر. الشروحات مسندة بفقرات من كتب مؤرخين وعلماء اجتماع، خصوصا عندما يتعلق الأمر بظواهر اجتماعية أو أحداث تاريخية مهمة لفهم سياق محتويات المخطوطة.
- هوامش تحقيق، بلسان الراوي تعلق على أحداث نص العبدي وتقدم تأويلات وتفسيرات محتملة للأحداث أو تخمينات حول الأجزاء الناقصة.

### شخصيات الرواية

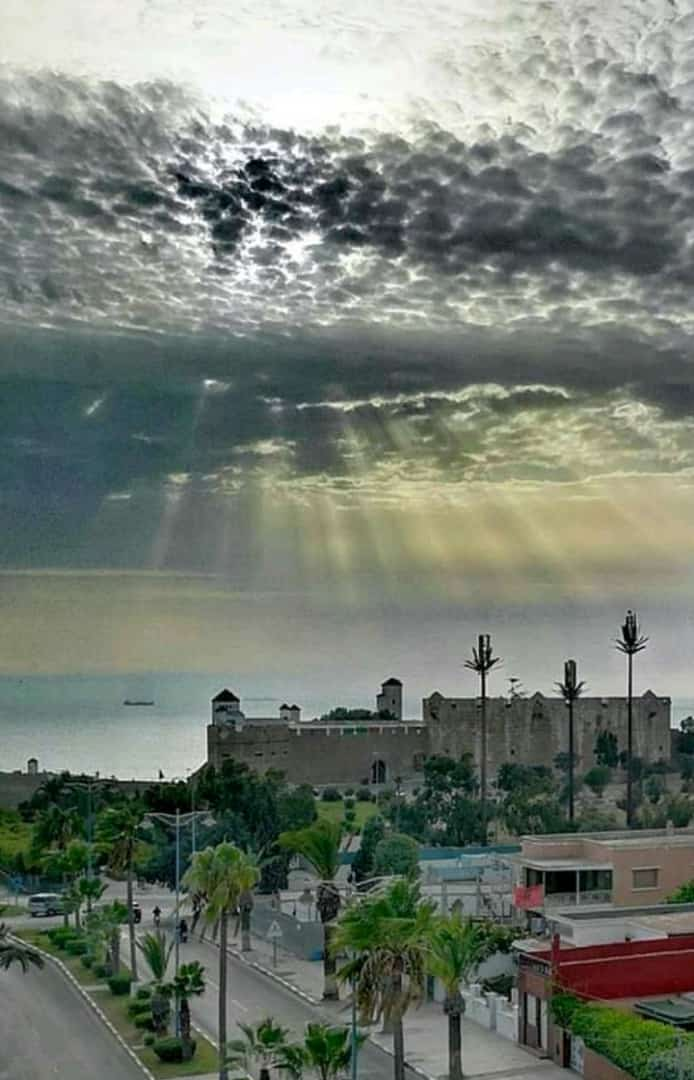
مينة آسفي، منطلق تغريبة العبدي

- مينة آسفي، منطلق تغريبة العبديالراوي: وهو باحث يعثر بالصدفة على مخطوطة قديمة في إحدى جوطيات آسفي، سوق العفاريت، لدى أحد بائعي الكتب المستعملة، ثم ينهمك في دراستها وينخرط في معركة لتحقيقها أكاديميا وإعداد أطروحة جامعية في جامعة الرباط إلا أنه يفشل في إقناع الأكاديميين بالعمل، ليقرر تحقيقها ودراستها بصفة فردية.
- العبدي: الشخص الذي كتب المخطوطة والذي ترجع أصوله إلى منطقة عبدة والذي نشأ بين حاضرة آسفي ومنطقة بني أحمر في عبدة. هو مجهول الاسم ويشير لنفسه بنسبتها إلى منطقته: العبدي (نسبة إلى عبدة) وولد الحمرية (نسبة إلى بني أحمر). هو شاب طالب بجامعة القرويين، يعيش مخاضا داخليا متواصلا عبر طرحه تساؤلات مستمرة فلسفية واجتماعية وسياسية حول ما كان يعيشه المغرب من تحولات، وتطارده باستمرار تهيآت لغادة تغويه بالسفر لاستكشاف العالم وذاته (الغادة يمكن أن تكون الحقيقة الضائعة[5] أو يوتوبيا النهضة والعزة الحضارية التي كان يحلم بها). رحلة العبدي ستنقله، عبر مسار تحكمت فيه الصدف والأقدار، من فاس إلى الحجاز مرورا بالصحراء الكبرى وبلاد السودان ومصر.

## قراءات نقدية
- اسم الكتاب يحيل على مفهوم التغريبة، وهي الأدب التراثي الشعبي العربي المرتبط بالترحال، على غرار تغريبة بني هلال.[6]
- الحواشي المرافقة للمخطوطة، تظهر تأثر الكاتب بكتب رحلات ابن خلدون وابن بطوطة وابن جبير والحسن الوزان، فالعديد من المواقع والأحداث ترافقها شروحات وإحالات على ذكرها في هذه الكتب.[6]
- رغم تأثرها بنسق أدب الرحلة الكلاسيكي العربي، تتميز التغريبة باستخدام خد سردي معاصر عبر تسلسل مشوق للأحداث والتوظيف الجيد للوقفات الوصفية وحركية الزمن الروائي (عبر تقنيات الاستباق والاستذكار والحذف الضمني). اللغة المستعملة في الرواية تنهل من أدبيات السرد المغربي في القرن التاسع عشر في قالب كتابة معاصر.[6]
- نص المخطوط يوظف الكثير من الاستشهادات والإحالات على النصوص الدينية (آيات قرآنية وأحاديث نبوية) ونصوص أدبية تراثية كالأمثال الشعبية والشعر الجاهلي ونصوصا من كتب تراثية مهمة كرسالة الغفران لأبي العلاء المعري وكتاب «الإسرا في مقام الأسرى» لمحيي الدين بن عربي.[6] الرواية بذلك تمثل نصا تفاعليا مع التراث وتوظفه لدعم الخطاب المعروض وللتأملات الفكرية للعبدي على امتداد رحلته.[6]

## جوائز
- القائمة النهائية «القصيرة» للجائزة العالمية للرواية العربية لعام 2014
- جائزة القراء الشباب للكتاب المغربي في دورتها الأولى سنة 2016